# Ilppo Simo Louhivaara
Ilppo Simo Louhivaara (* 29. Oktober 1927 in Helsinki; † 19. Dezember 2008) war ein finnischer Mathematiker.

## Leben

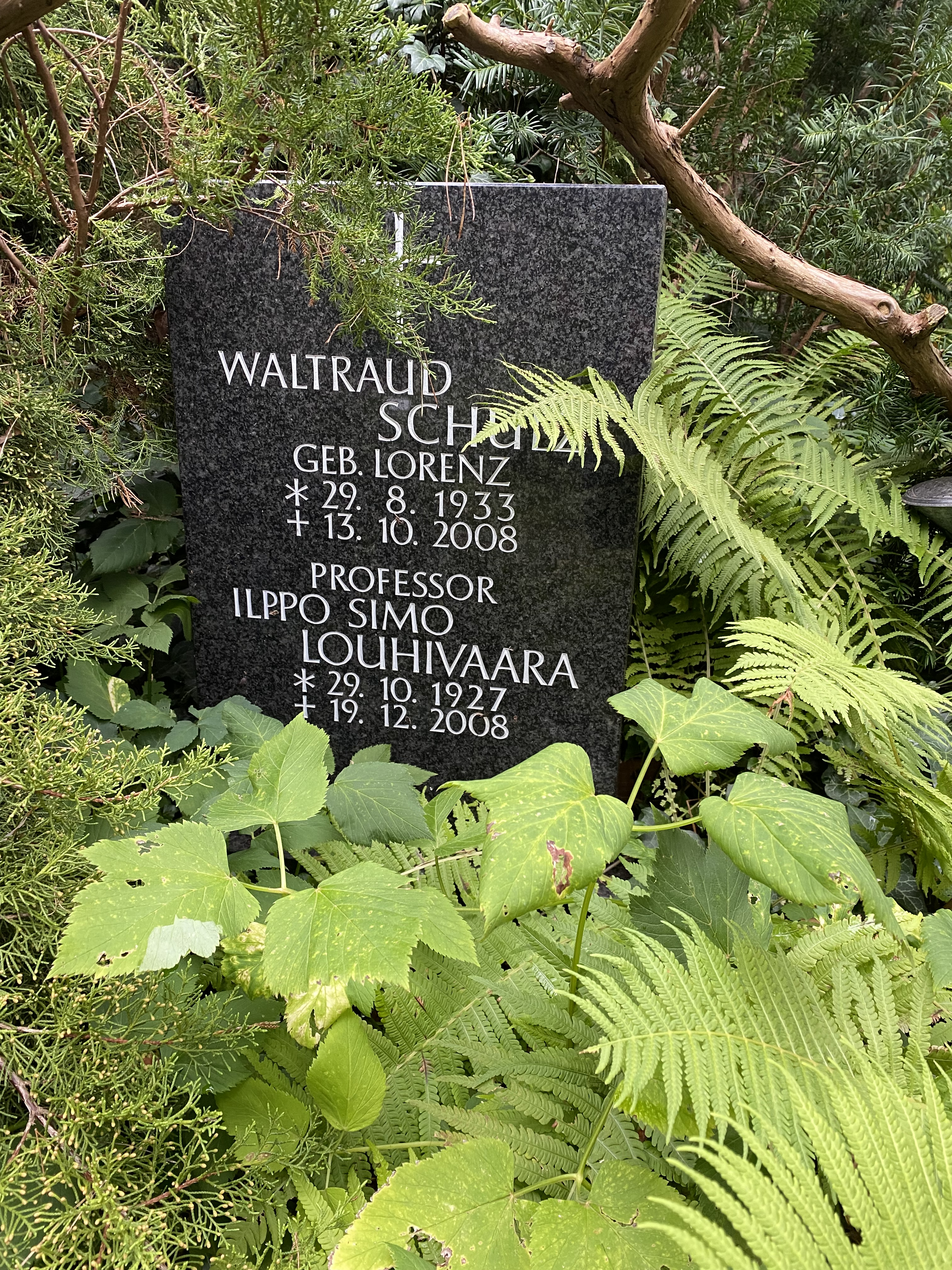
Grabstätte auf dem Waldfriedhof Dahlem

Louhivaara studierte ab 1945 Mathematik an der Universität Helsinki und wurde dort 1955 bei Rolf Nevanlinna promoviert (Über das erste Randwertproblem für die Differentialgleichung {\displaystyle u_{xx}+u_{yy}+qu+f=0}). Ab 1955 war er in einer finnischen Arbeitsgruppe, die am ESKO Projekt eines Computers arbeitete. Der Computer wurde zwar nie fertig, dabei aber Informatik-Experten ausgebildet, die damals auch den Kern der IBM-Niederlassung in Finnland bildeten. 1958 bis 1978 war er Professor an der Universität Helsinki. Außerdem war er ab 1967 Rektor der 1965 gegründeten Universität Jyväskylä, war dort Professor und baute dort die Mathematikfakultät auf, bevor er 1977 Professor an der FU Berlin wurde.
Louhivaara befasste sich mit Analysis (Existenz und Lösung von Randwertaufgaben bei partiellen Differentialgleichungen, zum Beispiel (nichtlineare) elliptische Differentialgleichungen). Er hatte gute internationale Kontakte und veröffentlichte viel auf Deutsch. In Finnland organisierte er Satellitenkongresse zu den Internationalen Mathematikerkongressen in Stockholm (1962), Moskau (1966), Nizza (1970) und Vancouver (1974) und sollte auch eigentlich der Präsident des ICM in Helsinki 1978 werden, lehnte aber aus Zeitmangel ab (er trat seinerzeit seine Professur an der FU Berlin an).
In Deutschland arbeitete er unter anderem mit Christian Simader (1943–2019) zusammen. 2008 verstarb Louhivaara im Alter von 81 Jahren und wurde auf dem Berliner Waldfriedhof Dahlem (Feld 002-233) beigesetzt.  

## Schriften
- Herausgeber mit  Olli Lehto, Rolf Nevanlinna:  Topics in Analysis : Colloquium on Mathematical Analysis Jyväskylä 1970, Lecture notes in Mathematics 419, Springer, 1974
- Herausgeber mit Eberhard Knobloch, Jörg Winkler:  Zum Werk Leonhard Eulers : Vorträge des Euler-Kolloquiums im Mai 1983 in Berlin, Birkhäuser 1984